# Liste d'œuvres d'art public d'Ars-sur-Formans
Pour un article plus général, voir Liste d'œuvres d'art public dans l'Ain.
La liste d'œuvres d'art public d'Ars-sur-Formans recense les œuvres d'art dans l'espace public à Ars-sur-Formans  dans l'Ain, en France. Essentiellement voire exclusivement des statues religieuses, elles font partie à ce titre du sanctuaire d'Ars.

## Liste

### Sculptures
| Œuvre                              | Auteur           | Commune         | Localisation                                   | Notes                                          | Installation | Coordonnées                      | Illustration                 |
| ---------------------------------- | ---------------- | --------------- | ---------------------------------------------- | ---------------------------------------------- | ------------ | -------------------------------- | ---------------------------- |
| Statue du curé d'Ars               | ?                | Ars-sur-Formans | Presbytère du curé d'Ars                       | Représente Jean-Marie Vianney.                 | ?            | 45° 59′ 33″ nord, 4° 49′ 22″ est | Statue du curé d'Ars         |
| Statue de Sainte Philomène         | Charles Dufraine | Ars-sur-Formans | Début de la rue Jean-Marie-Vianney             | Représente Philomène.                          | 1881         | 45° 59′ 41″ nord, 4° 49′ 06″ est | Sainte Philomène             |
| Monument de la Rencontre,          | Louis Castex     | Ars-sur-Formans | Chemin de la Rencontre                         | Représente Jean-Marie Vianney et Antoine Givre | 1938         | 45° 59′ 12″ nord, 4° 49′ 31″ est | Monument de la Rencontre     |
| Statue du curé d'Ars               | ?                | Ars-sur-Formans | Prairie de l'église souterraine                | Représente Jean-Marie Vianney.                 | ?            | 45° 59′ 27″ nord, 4° 49′ 25″ est | Statue du curé d'Ars prairie |
| Statue de Saint Joseph             | ?                | Ars-sur-Formans | Rue Jean-Marie-Vianney                         | Représente Saint Joseph.                       | ?            | 45° 59′ 32″ nord, 4° 49′ 23″ est | Statue de Saint Joseph       |
| Notre-Dame-de-Toute-Grâce          | ?                | Ars-sur-Formans | Jardin du presbytère du curé d'Ars             | Représente la Sainte Vierge                    | ?            | 45° 59′ 34″ nord, 4° 49′ 20″ est | Notre-Dame-de-Toute-Grâce    |
| Jeanne d'Arc                       | ?                | Ars-sur-Formans | Jardin du presbytère du curé d'Ars             | Représente Jeanne d'Arc                        | ?            | 45° 59′ 34″ nord, 4° 49′ 22″ est | Jeanne d'Arc                 |
| Vierge Marie, jubilé de 1875       | ?                | Ars-sur-Formans | Angle rue Jean-Marie-Vianney et rue des Écoles | Représente la Vierge Marie                     | 1875         | 45° 59′ 32″ nord, 4° 49′ 25″ est | Vierge Marie                 |
| Saint Joseph et Jésus bébé (niche) | ?                | Ars-sur-Formans | Rue Jean-Marie-Vianney, maison de la Basilique | Représente la Saint Joseph et Jésus bébé       | ?            | 45° 59′ 32″ nord, 4° 49′ 22″ est | Saint Joseph niche           |
| Jésus enfant (niche)               | ?                | Ars-sur-Formans | Rue Jean-Marie-Vianney                         | Représente Jésus enfant                        | ?            | 45° 59′ 32″ nord, 4° 49′ 26″ est | Jésus niche                  |
| Vierge Marie (niche)               | ?                | Ars-sur-Formans | Rue Jean-Marie-Vianney                         | Représente la Vierge Marie                     | ?            | 45° 59′ 31″ nord, 4° 49′ 27″ est | Marie niche                  |
| Vierge Marie et Jésus bébé (niche) | ?                | Ars-sur-Formans | Presbytère du curé d'Ars, allée abbé-Nodet     | Représente la Vierge Marie                     | ?            | 45° 59′ 33″ nord, 4° 49′ 23″ est | Marie et Jésus niche         |
| Notre-Dame de la Salette           | ?                | Ars-sur-Formans | Maison Saint-Jean                              | Représente Notre-Dame de La Salette            | ?            | 45° 59′ 34″ nord, 4° 49′ 22″ est | Notre-Dame de la Salette     |